# Preussia minipolymera
Preussia minipolymera är en svampart som beskrevs av J.H. Chang & Y.Z. Wang 2009. Preussia minipolymera ingår i släktet Preussia och familjen Sporormiaceae.   Inga underarter finns listade i Catalogue of Life.